# Platonisme
El platonisme és la doctrina filosòfica desenvolupada pels seguidors de Plató a partir del segle i aC que va arribar a ser el moviment intel·lectual dominant en els primers segles de la nostra era afavorit per la influència poderosa que va exercir sobre el cristianisme i judaisme. El seu principal representant va ser Plotí, que va adquirir aquest nom en lloança al seu mestre. Platonisme és el nom que rep la filosofia de Plató o de l'Acadèmia (escola platònica). Així mateix, el terme s'empra per definir altres sistemes filosòfics propers a la doctrina de Plató. En un sentit estricte el terme podria indicar la doctrina de Realisme platònic. El concepte central de Platonisme és la Teoria de les Idees: els arquetips transcendents, perfectes, de les que els objectes reals són còpies imperfectes. La forma més alta és la idea de déu, la font de totes les altres idees, que podrien ser conegudes per la raó. Al segle iii aC, Arcesilau de Pítana abraçava l'escepticisme, que es convertia en un principi central de l'escola fins a 90 aC quan Antíoc d'Ascaló hi afegiria elements Estoics, rebutjant l'escepticisme, i començava un període conegut com a Platonisme Mitjà.
Ja al segle iii, Plotí afegia elements místics, que establien el Neoplatonisme, en els quals el cim de l'existència era l'U (o déu), la font de totes les coses; Gràcies a la virtut i la meditació l'ànima podia elevar-se per assolir unió amb l'U. El platonisme Ha tingut un efecte profund sobre pensament Occidental. Moltes nocions platòniques foren adoptades pel cristianisme que interpreta les idees platòniques com els pensaments de Déu, mentre que Neoplatonisme és una influència essencial del misticisme cristià.
Tal és la influència del platonisme en sectors del pensament religiós que s'arriba a postular que certs ritus, pensaments i doctrines estan basats en ell. Sant Agustí creia que mitjançant Plató es podia articular teològicament la fe cristiana, com havia intentat Filó d'Alexandria amb el judaisme.
L'emperador romà Justinià I va clausurar les escoles filosòfiques d'Atenes tractant de reduir la influència platònica, ja que la considerava un perill, la qual cosa mai s'ha aconseguit per complet.
En el Renaixement va ressorgir el platonisme, sobretot en l'Acadèmia Platònica de Florència (segle xv).

## Epistemologia
El concepte central del pensament platònic és la teoria de les idees: L'única existència veritable es troba en les idees, eternes, immutables, perfectes, de les quals els objectes particulars en són còpies imperfectes. La multitud d'objectes són sotmesos al canvi perpetu, restant així privats d'una existència genuïna. El nombre de les Idees és definit pel nombre de conceptes universals que es poden obtenir a partir dels objectes particulars.
El llibre VI de La República identifica la idea més elevada com la idea de Déu, la causa de totes les altres idees, essent aquesta la idea contingent de l'ésser i saber de totes les altres. Les concepcions obtingudes dels objectes mundans (impressions de sentit) mai no ens poden donar un coneixement veritable del seu ser, de la idea que les forma. El coneixement sols pot ser obtingut per l'ànima en si mateixa, tot deixant de banda la percepció dels món material; és a dir, mitjançant l'exercici de la raó. La Dialèctica, com l'instrument en aquest procés, ens porta al coneixement de les Idees, i finalment a la Idea de Déu, és la primera de ciències. El Neoplatonisme posterior, iniciat amb Plotí, identificava el Déu de La República amb l'anomenat transcendent. L'U absolut de la primera hipòtesi del Parmenides (137 c-142 a).
L'ètica platònica es basa en la Idea de Déu. La Virtut és coneixement, el reconeixement de la Idea suprema de Déu. I, per assolir aquesta cognició, les tres parts de l'ànima (que són raó, esperit i gana) tenen totes la seva porció, aconseguim les tres virtuts: Saviesa, Valor i Moderació. El lligam que uneix les altres virtuts és la virtut de Justícia, per la qual cada part de l'ànima està confinada en l'actuació de la seva funció apropiada.

## Influència en el pensament
El platonisme ha tingut un efecte profund sobre el pensament. En moltes interpretacions del Timeu, situa un univers etern, per oposició a la tradició Judaica en la qual l'univers s'havia creat temps històric. A diferència de l'Aristotelisme, el Platonisme descriu la idea com anterior a la matèria i identifica la persona amb l'ànima. Moltes nocions platòniques són presents en el cristianisme llatí.
El platonisme influeix en el cristianisme a través de Climent d'Alexandria i Orígenes i els Pares Capadocis. Agustí d'Hipona fou fortament influït pel Platonisme, del qual en tenia coneixement mitjançant les traduccions llatines de Marius Victorinus, els treballs de Porfiri i/o Plotí.
Al llarg de l'edat mitjana el platonisme és molt considerat, i moltes nocions platòniques són ara elements presents en el cristianisme, tant catòlic com protestant. El platonisme és força present en el misticisme tant Oriental com Occidental. Mentrestant, Platonisme influïa diversos filòsofs.
Al segle xiii Aristòtil es tornava més influent que Plató. No obstant la filosofia de Tomàs d'Aquino mantenia certs aspectes fonamentals del platonisme.
Amb el Renaixement, els estudiosos giren el seu interès cap a la figura de Plató. En els segles XVI, XVII i XIX les idees de plató influeixen a molts pensadors religiosos anglesos. El Protestantisme ortodox a l'Europa continental, tanmateix, desconfia de la raó natural i ha estat sovint crític amb Platonisme.

## Ètica platònica
L'ètica platònica és l'ètica de Plató que manté una estreta relació amb la seva visió antropològica i metafísica. Està impregnat d'un dualisme extrem. Ànima i cos constitueixen dos elements no només diferents, sinó irreconciliables entre si: concep el cos com el sepulcre de l'ànima, com un obstacle, el lloc on aquesta es fa esclava de la matèria i de les passions. Segons Plató, mentre l'home romangui lligat al seu cos, es trobarà incapacitat per a la felicitat i per al veritable coneixement. Assolir aquests només serà possible en dominar i alliberar-se de la part material de l'ésser humà. Un principi de base és l'intel·lectualisme, el dolent és una conseqüència de la manca de coneixement.

### Virtut com saviesa
A la doctrina que equipara saviesa i virtut la hi denomina intel·lectualisme ètic i ja va ser formulada per Sòcrates, en un intent de superació del relativisme dels sofistes. Els conceptes morals no són fruit d'una convenció o pacte entre homes, ja que es refereixen a realitats existents i permanents (idees) que són independents de la raó i la voluntat humanes. No obstant això, és a través de la raó com l'home pot prendre contacte amb la realitat moral, realitzant-la en la seva persona.
A la manera socràtica, Plató afirma que només el savi és el virtuós, perquè en conèixer únicament el que és la virtut, és a dir, la idea a la qual fa referència el concepte "virtut", hi ha possibilitat de ser-ho en la vida pràctica. El saber i la virtut coincideixen i es necessiten recíprocament. El just en si, la bondat en si, la prudència, etc., És a dir, els valors morals existeixen per si mateixos, i per això és possible definir-los objectivament i, un cop coneguts, dur-los a terme en la vida pràctica. El savi no pot ser dolent, ja que el mal és fruit de la ignorància, un defecte que no rau en la nostra naturalesa sinó en el no compliment de l'essencial de la nostra naturalesa i la racionalitat.

### Virtut com purificació
Aquí reapareix amb tota violència el antihedonisme platònic: els plaers materials i corporals no només no condueixen a la felicitat, sinó que fins i tot ens la impedeixen. Virtuós i feliç serà aquell que purifiqui la seva ànima de les passions i "desordres" del cos i es bolqui cap al món eidètic, l'únic capaç de realitzar humanament a l'home.
«Purificar-se és separar el més possible l'ànima del cos, acostumar l'ànima a deixar l'embolcall del cos, per concentrar-se en si mateixa, tot sol amb si». (Fedó, 67, i.)
«La realitat veritable és que la temprança, la justícia i la virtut no són sinó purificacions de totes les passions, i fins el pensament és potser un mitjà de purificació.» (Fedó, 69, b.)

### Virtut com harmonia entre les tres parts de l'ànima
La virtut pot entendre també com un equilibri i harmonia entre les diferents parts de l'ànima. Ha de desenvolupar aquest acord entre elles que s'unifiquin els diferents elements que conformen el compost humà, sotmetent-los a la raó. És aquesta l'única que pot regir aquesta harmonització:
La raó no té més que un camí a seguir en les seves indagacions, mentre tinguem el nostre cos, i la nostra ànima estigui sumida en aquesta corrupció, mai posseirem l'objecte dels nostres desitjos, és a dir, la veritat. En efecte, el cos ens posa mil obstacles per la necessitat en què estem d'alimentar, i amb això, i les malalties que sobrevenen, es torben les nostres indagacions. D'altra banda, ens omple d'amors, de desitjos, de temors, de mil quimeres i de tota classe de necessitats, de manera que no hi ha res més cert que el que es diu ordinàriament: que el cos mai ens condueix a la saviesa. Perquè d'on neixen les guerres, les sedicions, els combats? Del cos, amb totes les seves passions. En efecte, totes les guerres no procedeixen sinó l'ànsia d'amuntegar riqueses, i ens veiem obligats a amuntegar a causa del cos, per servir com a esclaus a les seves necessitats.
Heus aquí per què l'home no té temps per a pensar en la filosofia, i el major dels mals consisteix que en l'acte de tenir temps i posar-se a meditar, de sobte intervé el cos a les indagacions, embarassa, torba i impedeix discernir la veritat. Segons Plató està demostrat que si es vol saber veritablement alguna cosa, cal abandonar el cos, i que l'ànima sola examini els objectes que vol conèixer. Només llavors es pot gaudir de la saviesa, que ens mostrem tan gelosos, és a dir, després de la mort, i no durant la vida. La raó mateixa la dicta: perquè si és impossible conèixer res en la seva puresa mentre que l'home viu amb el cos, cal que passi una d'aquestes dues coses: o que no es conegui mai la veritat, o que es conegui després de la mort, perquè llavors l'ànima, lliure d'aquesta càrrega, es pertany a si mateixa. En aquesta vida en deçà l'home no es aproximarà a la veritat sinó per raó del seu allunyament del cos, cal renunciar a tot comerç amb ell i cedir només a la necessitat.